# Parafia Niepokalanego Poczęcia Najświętszej Maryi Panny w Łęgowie
Parafia Niepokalanego Poczęcia Najświętszej Maryi Panny w Łęgowie – parafia rzymskokatolicka w diecezji elbląskiej. Erygowana w XV wieku, reerygowana 7 kwietnia 1971 roku przez administratora warmińskiego Józefa Drzazgę.
Na obszarze parafii leżą miejscowości: Łęgowo, Stary Folwark, Nowy Folwark. Tereny te leżą w gminie Kisielice w powiecie iławskim w województwie warmińsko-mazurskim.